# Léon Boëllmann
Léon Boëllmann (Ensisheim, 25 de setembre de 1862 – París, 11 d'octubre de 1897) va ser un compositor i organista francès d'origen alsacià. La seua composició més coneguda és la Suite gothique (1895), que forma part del repertori habitual per a orgue, especialment la dramàtica Toccata.

## Biografia
Boëllmann va néixer en Ensisheim, Haut-Rhin, fill d'un farmacèutic. En 1871, amb nou anys, començà a l'École de Musique Classique et Religieuse (L'École Niedermeyer) a París, on estudià amb el director Gustave Lefèvre i amb Eugène Gigout. Boëllmann guanyà allí els seus primers guardons en piano, orgue, contrapunt, fuga, cant pla i composició. Després de la seua graduació en 1881, Boëllmann fou contractat com a sub-organista a l'església Saint-Vincent-de-Paul a París, i sis anys després fou nomenat cantor i organista titular, un càrrec que conservà fins a la mort als 35 anys, probablement de tuberculosi.

## Composicions

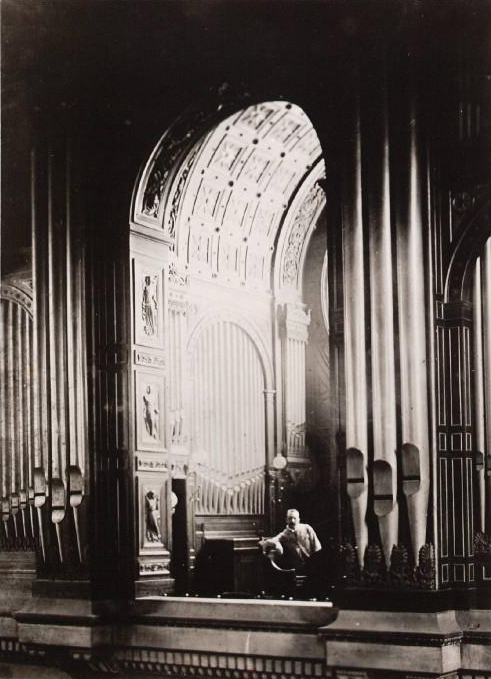
Léon Boëllmann a l'orgue de l'església Saint-Vincent-de-Paul, París

### Orgue
- Douze pièces, Op. 16 (1890)
- Suite gothique, Op. 25 (1895)
- Deuxième suite, Op. 27 (1896)
- Les heures mystiques, Opp. 29/30 (1896)
- Ronde française, Op. 37 (arr. Choisnel)
- Offertoire sur les Noëls
- Fantaisie

### Piano
- Valse Op. 8
- Deuxième Valse, Op. 14
- Aubade, Op 15:1
- Feuillet d'Album, Op 15:3
- 2e Impromptu, Op 15:4
- Nocturne, Op. 36
- Ronde française, Op. 37
- Gavotte
- Prélude & fugue
- Scherzo-Caproce

### Cambra
- Piano Quartet in F minor, Op. 10
- Piano Trio in G major, Op. 19
- Sonata per a violoncel i piano en la menor, Op. 40

### Veu
- Conte d'amour, Op. 26 (3 melodies)